# Sankt Nicolai skola
För andra skolor med samma namn, se Nicolaiskolan

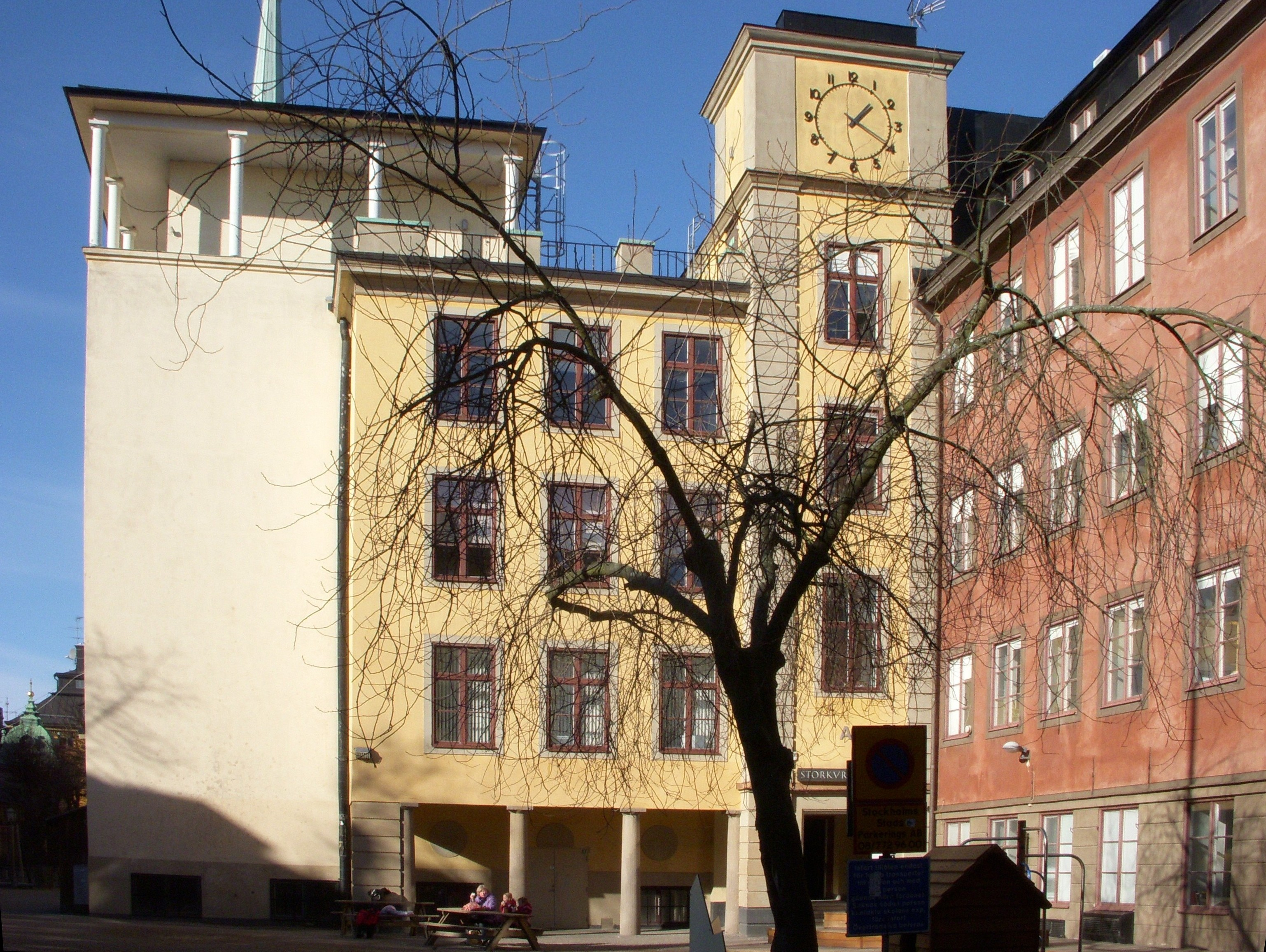
Storkyrkoskolans huvudbyggnad, 2012.

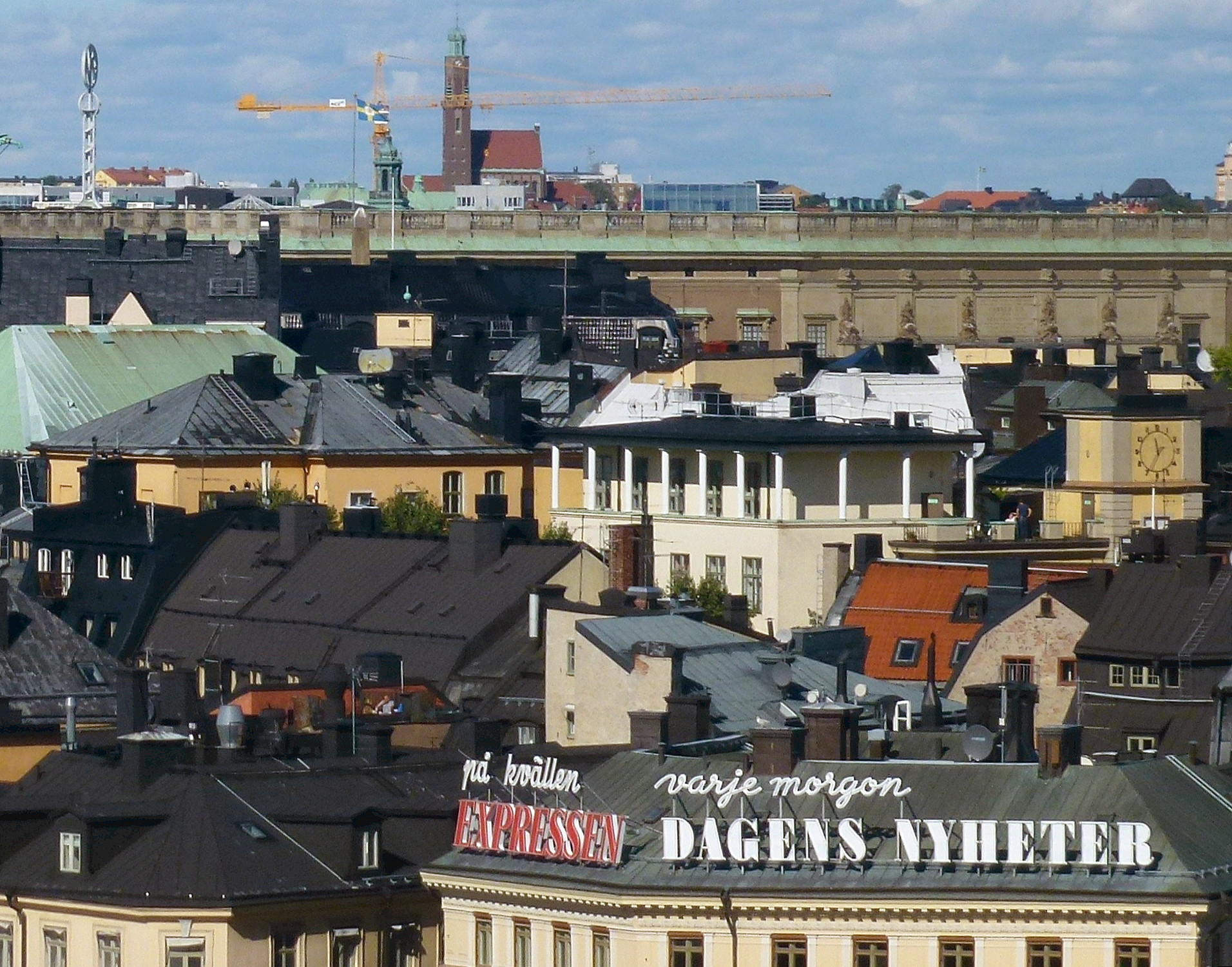
Storkyrkoskolan mitt i bild.

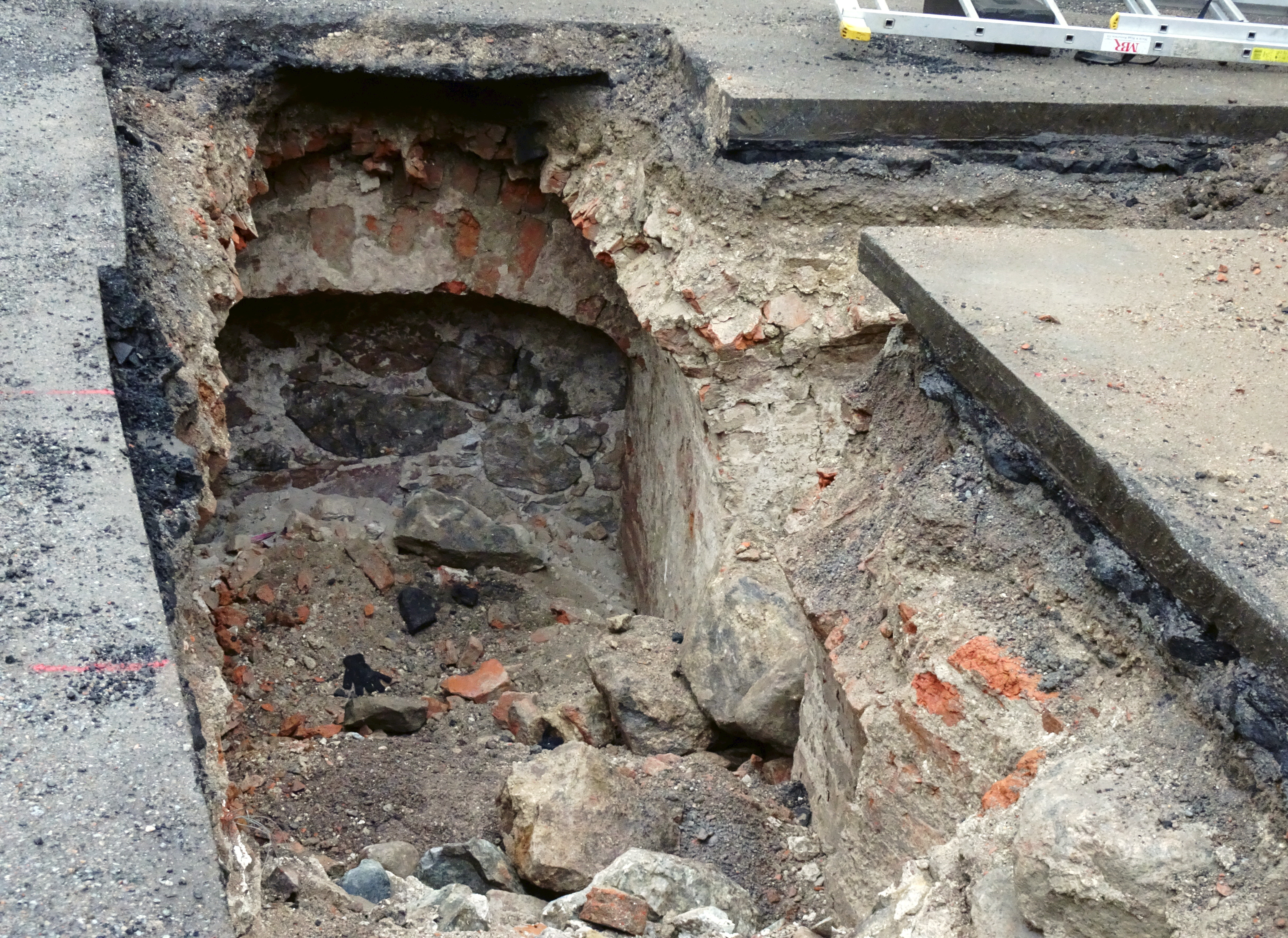
Utgrävningar på skolgården 2016.

Sankt Nicolai skola, numer Storkyrkoskolan, var en trivialskola i Sankt Nicolai församling i Stockholm.
I dag ligger skolan tillsammans med Estniska skolan vid Svartmangatan 20-22 och Tyska stallplan med skolgården mot Prästgatan.

## Historik
Skolan är dokumenterad sedan 1315, men tros ha funnits från slutet av 1200-talet och anses vara stadens äldsta skola utöver klosterskolorna. Skolan låg fram till 1551 vid Storkyrkobrinken; därefter flyttade den till det tidigare Gråbrödraklostret på Riddarholmen. 1666 flyttade skolan igen och då till Själagårdsgatan 13. 1814 flyttade den tillbaks till Riddarholmen och då det nuvarande Östra Gymnasiehuset, Birger Jarls torg 7. 1821 övertog det nyinrättade Stockholms gymnasium lokalerna.

## Storkyrkoskolan
Skolan benämns idag Storkyrkoskolan och återfinns på nuvarande plats vid Svartmangatan 20-22 sedan slutet av 1800-talet. Skolans äldsta del är det Ehrenstrahlska huset, som började uppföras 1650. Omkring 1850 ombildades trivialskolan/pedagogin till ett lägre elementarläroverk som 1874 ombildades till en folkskola. På 1930-talet tillkom den gulfärgade byggnadsdelen i tjugotalsklassicistisk stil med torn och tornklocka som ritades av Ärland Noreen. Den delen utgör numera skolans huvudbyggnad. Sedan år 1973 finns även Estniska skolan i byggnaden. Storkyrkobadet är sedan 1932 inrymt i källaren under Estniska skolan och simhallens valv stammar från 1750-talet. Den välvda källaren var bland annat vinlager och senare kollager.

## Utgrävningar
I samband med schaktningsarbeten för fjärrvärme utfördes 2016 utgrävningar på skolans skolgård. Arkeologerna hittade fundamentrester från 1300-talet som kan härröra från kyrkan till Svartbrödraklostret eller från själva klostret. Man upptäckte drygt två meter tjocka grundmurar av gråsten som går i en annan riktning än 1600-talets bebyggelse.